# Kladirostratus
Kladirostratus — рід неотруйних змій родини піщаних змій (Psammophiidae). Включає 2 види. Традиційно обидва види були розміщені в роді Psammophylax, але морфологічні і генетичні дані показали, що види утворюють лінію, яка є сестринською до Psammophylax. Умовно отруйні змії (реальної небезпеки для людини не становлять).

## Поширення
Представники роду поширені в Західній та Центральній Африці.

## Види
- Kladirostratus acutus (Günther, 1888)
- Kladirostratus togoensis (Matschie, 1893)